# ماركيوس هيبكي
ماركيوس هيبكي (بالألمانية: Markus Heppke)‏ (11 أبريل 1986 بإسن في ألمانيا - ) هو لاعب كرة قدم ألماني في مركز الوسط. شارك مع منتخب ألمانيا تحت 16 سنة لكرة القدم ومنتخب ألمانيا تحت 17 سنة لكرة القدم ومنتخب ألمانيا تحت 19 سنة لكرة القدم ومنتخب ألمانيا تحت 20 سنة لكرة القدم. أما مع النوادي، فقد لعب مع روت فايس أوبرهاوزن وروت فايس إيسن وشالكه 04 ونادي فوبرتال الرياضي وشالكه 04 ب وSV Hönnepel-Niedermörmter ‏.

## روابط خارجية
- ماركيوس هيبكي على موقع قاعدة بيانات كرة القدم.إي يو (الإنجليزية)
- ماركيوس هيبكي على موقع بيانات كرة القدم. دي إي (الألمانية)
- ماركيوس هيبكي على موقع عالم كرة القدم.نت (الإنجليزية)